# Quan hệ Hàn Quốc – Tòa Thánh
Quan hệ Hàn Quốc – Tòa Thánh đề cập đến mối quan hệ giữa Tòa Thánh và Hàn Quốc. Giáo hội Công giáo ở Hàn Quốc là Giáo hội phát triển nhanh nhất ở khu vực Đông Á. Theo thống kê, tính đến ngày 31 tháng 12 năm 2017, số người Công giáo ở Hàn Quốc là 5.813.770. Số giáo dân chiếm đến 11,0% tổng dân số của Hàn Quốc (52 triệu dân). Tổng số người Công giáo ở Hàn Quốc tăng nhẹ và liên tục kể từ năm 2005.

## Lịch sử
Mối quan hệ lịch sử giữa Vatican và Hàn Quốc có thể được bắt nguồn từ năm 1946 khi năm 1947 khi Giám mục Patrick Byrne đóng vai trò Thanh tra Tòa Thánh (Thanh tra Tông Tòa) đến Hàn Quốc từ năm 1947 trở đi. Chính phủ Hàn Quốc đã cử một phái đoàn đến hội nghị Paris vào năm 1948 để được công nhận là chính phủ duy nhất của bán đảo Triều Tiên. Vào thời điểm đó Tòa Thánh và Sứ thần Tòa Thánh ở Paris, Tổng giám mục Angelo Roncalli (sau này là Thánh Giáo hoàng John XXIII đã giúp phái đoàn Hàn Quốc nhận được nhiều sự công nhận từ nhiều phái đoàn của các nước Công giáo.

## Các chuyến viếng thăm của Giáo hoàng
Năm 1984, Giáo hoàng Gioan Phaolô II đã đến thăm Hàn Quốc lần đầu tiên để tham dự một buổi lễ kỷ niệm 200 năm ngày Công giáo Hàn Quốc. Giáo hoàng đã thăm viếng đất nước này lần thứ hai vào năm 1989 để tham dự Đại hội Thánh Thể lần thứ 44. Giáo hoàng Phanxicô cũng đã thực hiện một chuyến viếng thăm giáo hoàng tại Hàn Quốc vào năm 2014 để tôn phong 124 vị tử đạo Hàn Quốc và tham gia Ngày Thanh Niên Châu Á lần thứ sáu.
Tổng thống Hàn Quốc, Kim Dae-jung đã đến thăm Vatican vào năm 2000, trở thành người đứng đầu nhà nước Hàn Quốc đầu tiên có chuyến viếng thăm. Tổng thống Roh Moo-hyun, Lee Myung-bak, Park Geun-hye và Moon Jae-in cũng đã đến thăm thành quốc này.